# Anton Thorenfeld
Anton Erik Christian Thorenfeld, född 9 april 1839 i Svendborg, Danmark, död 20 februari 1907 i Köpenhamn, var en dansk landskapsmålare och operasångare.
Han var son till urmakaren Urbanus Ludvig Thorenfeld och Ellen Marie Nielsen och gift första gången 1872 med Valborg Emilie Biilmann och andra gången 1884 med Agnes Emilie Nehm. Thorenfeld studerade konst för bland annat Peter Christian Skovgaard, Godtfred Rump och Frederik Christian Kiærskou. Han var en mycket produktiv landskapsmålare och vistades längre perioder i Skåne och Halland där han avbildade svenska motiv. Han medverkade i Charlottenborgsutställningarna i Köpenhamn och i Den nordiske Kunstudstilling i Köpenhamn 1883.